# 射精障礙
射精障礙（日語：射精障害）是指在男性性功能障碍中，勃起正常但无法射精的一种症状，是男性不孕症的一种。包括早泄、迟泄、性交射精障碍（性行为过程中男性在阴道内射精困难）。

## 概要
男性正常性交包括几个体内过程：
1. 精子的形成
2. 精子的输送
3. 勃起
4. 精液从精嚢到后部尿道放出(seminal emission，下面简称精液放出)
5. 从外尿道口射精

其中大部分4及5过程障害的话，会出现射精障礙的情况。从各种手術和外伤也可以发现，95%的脊髓损伤患者无法正常射精。而且，也有部分糖尿病患者由于末梢神经损伤导致射精障礙。

## 症状

### 精液放出问题
由于中枢神经系統的問題及先天的生理构造问题也会出现精液放出困难，当出现性高潮时不出现射精现象。末梢神经损伤是糖尿病患者出现射精障礙的主要原因。同时，神经异常导致的慢性疾病、手术后遗症、各种药物等的作用下、同样也有可能出现射精障害。

## 逆行性射精
精液放出过程中，膀胱颈部没有闭塞，本来应该从外尿道口、阴茎输送的精液逆行到膀胱内。性行为后，尿液和精液混合在一起。这种症状多由于神經問題引起的，特别是糖尿病导致的神经损伤最为多见。各种下腹病変、外伤、及手術和淋巴结切除术（Lymphadenectomy）后也可发生射精障害。另外这种症状较特别的是，事前将膀胱内清洗干净后射精、之后在膀胱内收集精子有进行人工授精的可能性。

## 尿道狭窄
一般是先天的，或者尿路感染或外伤导致一部分尿道管狭窄也会出现射精障害。这种情况下可通过手术治疗，扩张尿道。

## 治療
服用丙咪嗪和各种抗精神病药、或酚妥拉明等降压药、或向髓腔内注射新斯的明（neostigmine）可诱发直接射精。另外电流刺激、或假阳具（刺激靠近膀胱的直肠内侧）可强制刺激射精。在人工授精技术发达的今天，造精机能没有问题的情况下射精障礙导致的不妊症治療也越来越容易了。通过精巢内精子的收集以及前文所述的通过逆行性射精从膀胱收集精子也可以人工受精。另外，服用丙咪嗪可以改善射精障礙的相应症状。

## 脚注
1. ↑  向精神薬、とりわけ精神分裂病治療薬、胃・十二指腸潰瘍治療薬、降圧剤など(吉田修(1999)p.345)
2. ↑  『知りたい話』p.218、『Dr.ギルバーの泌尿器ガイド』p.73
3. ↑  射精までに要する時間は1 - 2時間。副作用が強いため、現在はあまり用いられない(吉田修(1999))
4. ↑  electroejaclation(EE)。直腸に電極を挿入し、内性器の神経を直接刺激する。射精が発生するまで、徐々に電圧を上げて試行される。精液採取の成功率は59% - 90%。ただし人工授精の成功率は10%程度。なお、施術に伴い血圧上昇、発汗、頭痛などが見られる場合があるほか、痛みを伴うため脊髄損傷患者以外の場合には麻酔が必要とされることもある。
5. ↑  penile vibratory stimulation(PVS)。不能说没有副作用或效果较好，根据报告显示射精诱发率在19%-91%左右。